# Rosa (canción)
«Rosa» es una canción del cantante colombiano J Balvin. Se lanzó el 1 de mayo de 2020 como el cuarto sencillo dentro de su álbum de estudio en solitario Colores.

## Antecedentes y lanzamiento
Luego de estrenar su anterior sencillo «Verde» dos semanas antes, Balvin anunció el tema a través de sus redes sociales el 30 de abril de 2020, un día antes del lanzamiento. Junto a la publicación, compartió un avance del vídeo musical de «Rosa», donde se muestra al cantante vestido de rosa, siguiendo la temática de todos los vídeos del álbum. La pista se estrenó el 1 de mayo de 2020, como el cuarto sencillo dentro de su álbum Colores.

## Composición
El tema fue escrito por el cantante junto a Alejandro Ramírez, Rondald Spence, Diplo, René Cano, Ronald Hernández, Kevyn Curz, Jasper Helderman y Bas Van Daalen, mientras que la producción fue llevada a cabo por Diplo y Sky Rompiendo.
En una entrevista para Apple Music, Balvin sobre la colaboración comentó que «El tema esta es producida por Diplo, con el la pasamos muy bien haciendo la canción, la cual tiene una vibra muy sensual». Sobre la lírica del tema declaró que «Con esta canción, no sabes cómo decir a una mujer cuánto te gusta y no sabes qué hacer cuando estás al frente de ella».

## Vídeo musical
El vídeo musical de «Rosa» se estrenó el 1 de mayo de 2020 y fue dirigido por Colin Tilley. En el clip se ve al cantante en Asia, en un ambiente marcado con la cultura japonés y practicando de artes marciales.

## Posicionamiento en listas
| Listas (2020)                    | Mejor posición |
| -------------------------------- | -------------- |
| España (PROMUSICAE)              | 10             |
| Estados Unidos (Hot Latin Songs) | 31             |